# Església dels SubGenis
L'Església dels SubGenis és una "organització religiosa", que satiritza la religió, les teories de la conspiració, OVNIs i la cultura popular. Originàriament, començà a Dallas, Texas, L'Església dels Subgenis va guanyar fama durant els 1980 i 1990, amb uns 10.000 membres. El 1996, l'entitat legal SubGenius Foundation Inc, es va crear a Cleveland (Ohio), Estats Units d'Amèrica. El president de la Fundació és Dough Smith, conegut com a reverend Ivan Stang.